# Mike Mastrullo
Michael Mastrullo (Billerica, 5 maggio 1957) è un allenatore di hockey su ghiaccio ed ex hockeista su ghiaccio statunitense naturalizzato italiano, di ruolo difensore.

## Carriera
Giunse in Italia nel 1981, alla sua terza stagione da professionista (in precedenza disputò una stagione in IHL coi Muskegon Mohawks ed una nei Paesi Bassi coi GIJS Bears Groningen), trascorse poi per il resto della sua carriera, con Alleghe HC, AS Mastini Varese (due scudetti vinti) e HC Milano Saima.
Vestì la maglia della Nazionale italiana dal 1981 al 1992, partecipando a due edizioni del campionato del mondo di gruppo A (1982 e 1983), sei edizioni del campionato del mondo di gruppo B (1985, 1986, 1987, 1989, 1990 e 1991) e un'Olimpiade (Sarajevo 1984).

## Palmarès

### Club
- Campionato italiano: 2

Varese: 1987-1988, 1988-1989

### Individuale
- ECAC Second All-Star Team: 1

1978-1979